# تو من
تو مِن (به انگلیسی: Tu Men) بازیگر اهل چین است.
از فیلم‌ها یا مجموعه‌های تلویزیونی که وی در آن‌ها نقش داشته‌است می‌توان به چنگیزخان (۱۹۹۸)، چنگیزخان (۲۰۱۷) و افسانه شجاعان اشاره نمود.